# Hypleurochilus
Hypleurochilus is een geslacht van straalvinnige vissen uit de familie van naakte slijmvissen (Blenniidae). Het geslacht is voor het eerst wetenschappelijk beschreven in 1861 door Gill.

## Soorten
- Hypleurochilus aequipinnis (Günther, 1861)
- Hypleurochilus bananensis (Poll, 1959)
- Hypleurochilus bermudensis Beebe & Tee-Van, 1933
- Hypleurochilus caudovittatus Bath, 1994
- Hypleurochilus fissicornis (Quoy & Gaimard, 1824)
- Hypleurochilus geminatus (Wood, 1825)
- Hypleurochilus langi (Fowler, 1923)
- Hypleurochilus multifilis (Girard, 1858)
- Hypleurochilus pseudoaequipinnis Bath, 1994
- Hypleurochilus springeri Randall, 1966